# Эюпов, Эдем Газиевич
Эдем Газиевич Эюпов (15 февраля 1921 — 11 сентября 2003) — советский военный, участник Великой Отечественной войны, педагог, ветеран труда.

## Биография
Эдем Эюпов родился 15 февраля 1921 года в деревне Ай-Тодор, Балаклавский район, Крымская АССР, был восьмым ребёнком в семье. Окончив семилетнюю школу, он поступил в Ялтинское педагогическое училище, откуда ушёл в 1939 году, так как должен был ухаживать за пожилыми родителями. В 1939 году в возрасте 18 лет был избран депутатом Кадыковского сельского совета депутатов трудящихся. До войны работал секретарём сельского совета.
Первые месяцы после начала войны Эюпов работал в Балаклавском военкомате секретарём по призыву и мобилизации в РККА. 8 сентября 1941 года его самого призвали в армию и направили в 17-ю Майкопскую военную авиационную школу пилотов первоначального обучения, но вскоре её эвакуировали, а весь курсантский состав перевели в Урюпинское военно-пехотное училище. В июле 1942 года Эюпову было присвоено звание лейтенанта, и его отправили на фронт в Ворошиловград. Эюпов попал в состав 885-го стрелкового полка 37-й армии Южного фронта. В июле 1942 года он был тяжело ранен в обе ноги и контужен в бою под селом Верхний Хомутец, Ростовская область и с медсанбатом отправлен в Армавир, но медсанбат подвергся авиаудару немцев под Сальском. Горожане спасли 267 раненных бойцов (среди которых был и Эюпов), доставив их в госпиталь. После освобождения Сальска от оккупации Эюпов был комиссован из рядов РККА, как инвалид II группы, и остался жить в Сальске.
После окончания войны Эюпов работал преподавателем начальной военной подготовки, физкультуры, рисования и черчения в сальской школе № 2, позже — № 5. Эюпов заведовал кино- и фото-студией в сальском Доме пионеров и школьников, вёл кружок «Красный следопыт». Он организовывал переписки школьников с ветеранами войны и их родными, участвовал в съёмках около 30 короткометражных документальных фильмов и хроник о жизни Сальска, восстановили и уточнили данные почти о 200 погибших бойцов. Найденный материал о был использован при подготовке «Книги памяти».
Награждён орденами Красной Звезды, Отечественной войны I степени, медалью «За победу над Германией в Великой Отечественной войне 1941—1945 гг.», грамотами Министерства культуры и Министерства просвещения СССР, грамотами Всероссийского общества охраны памятников истории и культуры. Почётный гражданин города Сальска и Сальского района (1997). Его именем названа улица в микрорайоне Сальска.
Был женат на Тамаре Георгиевне Черкашиной, пара воспитала троих детей и семерых внуков.